# Janet Woodcock
Janet Woodcock est une médecin américaine. Depuis 2021, elle est commissaire de la Food and Drug Administration.
En 2021, elle fait partie de la liste Les dix scientifiques de l'année de la revue Nature.